# James Dreyfus
James Dreyfus (Londra, 9 ottobre 1969) è un attore britannico.

## Biografia
Nato a Londra, i suoi genitori divorziarono quand'era molto piccolo. Sua madre era una modella egiziana e James passò diversi anni a girare per il mondo con lei. Dopo essere stato istruito alla public school inglese di Harrow, si formò alla Royal Academy of Dramatic Art.
Nel 1988 Dreyfus vinse il premio Best Supporting Performance in un concorso Olivier Award per la sua interpretazione in The Lady In The Dark al Royal National Theatre. Nello stesso anno il suo nome fu proposto per lo Ian Charleson Award per la sua interpretazione di Cassio nel Giulio Cesare di Shakespeare al Birmingham Repertory Theatre. 
Nel 2005 interpreta Carmen Ghia per dieci mesi nella produzione londinese del musical di Mel Brooks The Producers al Theatre Royal Drury Lane. Nel 2006 interpreta il Maestro delle cerimonie nel revival londinese del musical Cabaret, mentre nel 2013 è il Dottor Pangloss in un allestimento dell'operetta di Leonard Bernstein Candide alla Menier Chocolate Factory. Nel 2015 è l'eponimo protagonista nella commedia premio Pulitzer Harvey in scena al Haymarket Theatre con Maureen Lipman.
A partire dal 2017, Dreyfus ha interpretato il Maestro in alcuni audio Big Finish dedicati alla serie televisiva Doctor Who. La sua è la prima incarnazione del personaggio nella cronologia della serie, quella che ha rubato un TARDIS ed è partito da Gallifrey.
È dichiaratamente gay.

## Filmografia

### Cinema
- Riccardo III (Richard III), regia di Richard Loncraine (1995)
- Thin Ice, regia di Fiona Cunningham-Reid (1995)
- Boyfriends, regia di Tom Hunsinger e Neil Hunter (1996)
- Notting Hill, regia di Roger Michell (1999)
- Being Considered, regia di Jonathan Newman (2000)
- Agente Cody Banks 2 - Destinazione Londra (Agent Cody Banks 2: Destination London), regia di Kevin Allen (2004)
- Fat Slags, regia di Ed Bye (2004)
- Colour Me Kubrick: A True...ish Story, regia di Brian W. Cook (2005)
- Scottish Mussel, regia di Talulah Riley (2015)
- Supernova, regia di Harry Macqueen (2020)
- The Kindred, regia di Jamie Patterson (2021)

### Televisione
- Love Hurts – serie TV, episodio 2x06 (1993)
- Paris – serie TV, 6 episodi (1994)
- Absolutely Fabulous – serie TV, episodi 3x03-3x08 (1995-1996)
- Sbirri da sballo (The Thin Blue Line) – serie TV, 14 episodi (1995-1996)
- Frontiers – serie TV, episodi 1x05-1x06 (1996)
- The Nearly Complete and Utter History of Everything, regia di Dewi Humphreys, Paul Jackson e Matt Lipsey – film TV (1999)
- Gormenghast, regia di Andy Wilson – miniserie TV, puntata 3 (2000)
- Gimme, Gimme, Gimme – serie TV, 19 episodi (1999-2001)
- Bette – serie TV, 18 episodi (2000-2001)
- Waking the Dead – serie TV, episodi 4x09-4x10 (2004)
- My Hero – serie TV, 8 episodi (2006) - voce
- Nina and the Neurons – serie animata, 7 episodi (2007) - voce
- Double Time, regia di Audrey Cooke – film TV (2007)
- He Kills Coppers, regia di Adrian Shergold – film TV (2008)
- Casualty – serie TV, episodio 23x31 (2009)
- Le avventure di Sarah Jane (The Sarah Jane Adventures) – serie TV, episodi 5x05-5x06 (2011)
- Whitechapel – serie TV, episodio 3x02 (2012)
- Holby City – serie TV, episodio 14x34 (2012)
- L'ispettore Barnaby (Midsomer Murders) – serie TV, episodio 14x08 (2012)
- Mount Pleasant – serie TV, 38 episodi (2012-2017)
- Shameless – serie TV, episodio 11x02 (2013)
- Padre Brown (Father Brown) – serie TV, episodio 3x10 (2015)
- Agatha Raisin – serie TV, episodio 3x01 (2019)
- Harry e Meghan - La nuova famiglia (Harry & Meghan: Becoming Royal), regia di Menhaj Huda – film TV (2019)
- House of the Dragon – serie TV (2024)